# Isabella Müller-Reinhardt
Isabella Müller-Reinhardt (née le 15 novembre 1974 à Munich) est une présentatrice de télévision allemande.

## Carrière
- 1996–1999: Subway, TV München
- 1999–2000: UEFA Champions League, tm3
- 2000: Présentatrice d'émissions en ligne de sport et d'émissions sur Sat.1 et DSF
- 2001: Présentatrice et intervieweuse sur Sport1
- 2002: 90 Live!, 9Live
- 2002: X-Factor, RTL 2
- 2004–2011: 9Live, elle présente des émissions étrangères comme Late Night Quiz pour N24 ou le Filmquiz pour kabel eins
- 2006–2007: Reportrice sportive de terrain pour la TV privée Arena
- Octobre 2007–2010: Blickpunkt Sport, Bayerisches Fernsehen
- 2010: Samstag LIVE! pour la télévision Sky
- 2012–2013: Bundesliga Football Highlights sur ITV4 Independent Television